# Irina Alexandrovna Romanovová
Irina Alexandrovna Romanovová (15. července 1895, Petěrgof, Petrohrad – 26. února 1970, Paříž) byla jedinou dcerou ze sedmi dětí velkoknížete Alexandra Michajloviče a jeho manželky Xenie. Byla též manželkou nejbohatšího Rusa té doby: Felixe Felixoviče Jusupova, se kterým měla jediné dítě, dceru Irinu. Sám Felix byl jedním z mužů, kteří spáchali atentát na ruského mystika Rasputina.

## Mládí

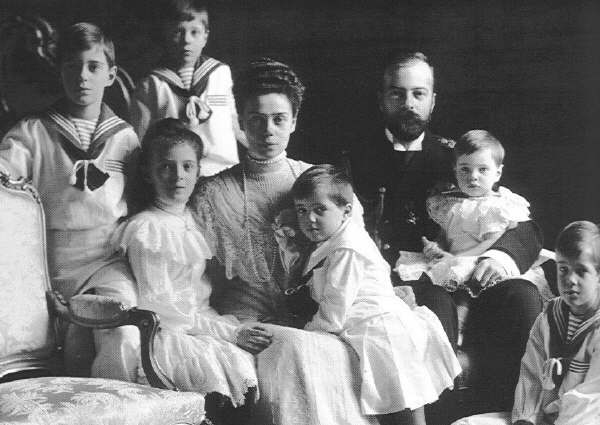
Rodinná fotografie s Irinou sedící vedle matky Xenie

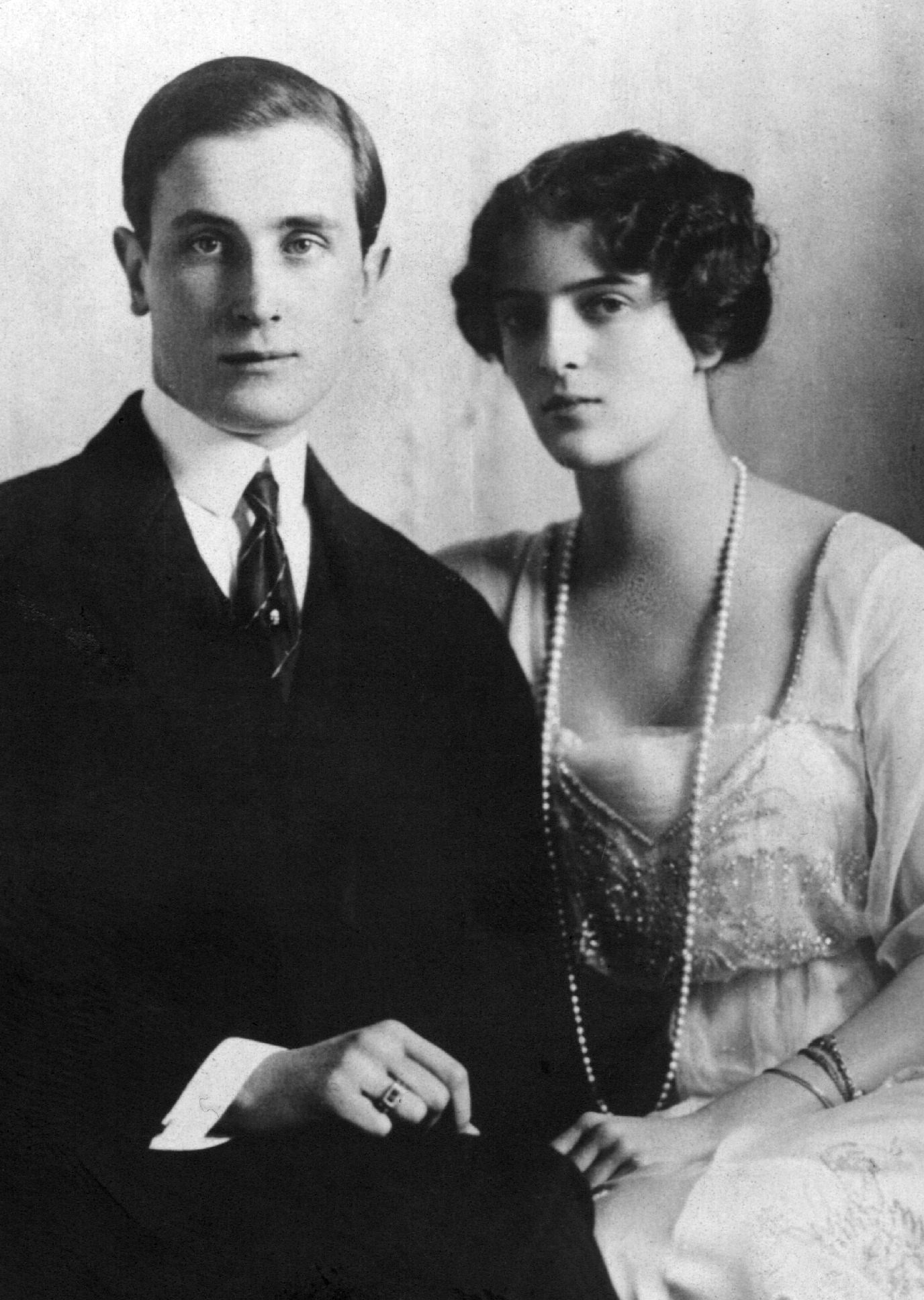
Irina s manželem Felixem

Irina Alexandrovna Romanová se narodila 15. července 1895 v Petěrgofu v Petrohradu a byla pokřtěna o devět dní později, 24. července. Za kmotra jí šel car Mikuláš II. a za kmotru jeho matka Marie Fjodorovna. Byla nejstarší ze sedmi děti velkoknížete Alexandra a jeho manželky Xenie a jediná dcera tohoto páru. Většinu dětství strávila mimo své rodné Rusko, a to ve Francii, především kvůli otcovým neshodám s carem. Přestože Alexandr měl ve Francii svoji milenku a Xenie měla též množství milenců, snažili se svoji manželskou krizi před dětmi tajit a ty tak nic netušily. Alexandr sice nakonec navrhl rozvod, ten ale Xenie jednoznačně odmítla a rozhodla se v manželství setrvat. Sama Irina, které doma říkali i Irene, Iréne, nebo „Baby Rina“, krizi v manželství rodičů nevnímala a byla popisována jako málomluvná a plachá modrooká dívka s tmavými vlasy.
Její budoucí manžel Felix byl známý tím, že nosil dámské oblečení a také měl sexuální vztahy jak se ženami, tak s muži. Také byl ale bohatý, finančně pomáhal, kde bylo třeba, a přestože sám se do ženění příliš nehrnul, jeho matka Zinaida na ženitbě trvala, protože Felix byl její jediný syn a ona si přála zachovat rod. Ani Irina zpočátku se sňatkem nesouhlasila, po setkání s Felixem ale názor změnila. „Jednoho dne, když jsem venku jezdil na koni, jsem se setkal s velmi krásnou dívkou v doprovodu starší dámy. Naše oči se setkaly a ona na mě udělala takový dojem, že jsem zastavil svého koně a díval se na ni, zatímco šla dál,“ napsal později ve svých pamětech Felix. I ve svých pozdějších zápisech zmiňuje Irininu krásu a charakter.
Sňatek s Felixem původně organizovali především nevěstini rodiče, kteří ale nevěděli o tom, že je Felix bisexuál. Když se k nim ale tyto zvěsti donesly, chtěli plánovaný sňatek odvolat. V tu chvíli projevil zájem Irininu ruku i Dmitrij Pavlovič Romanov, syn Pavla Alexandroviče a Alexandry Řecké a Dánské. Irina se ale rozhodla, že si Felixe chce vzít a rodiče nakonec přesvědčila, aby sňatek nerušili.
Irina musela před svatbou podepsat smlouvu, že se vzdává všech nároků na trůn, protože si bere nečlena carské rodiny. Nicméně Felix napsal, že jeho nastávající manželka si s tím prý příliš starostí nedělala. 22. února 1914 proběhla svatba. Irina mimo jiné dostala jako svatební dar i 29 nebroušených diamantů od Mikuláše II.

## První světová válka
Novomanželé Irina a Felix byli právě na svatební cestě v Evropě, když vypukla první světová válka. Když boje začaly, musel pár zůstat v Berlíně. Irina požádala svoji sestřenici Cecílii Meklenbursko-Zvěřínskou, aby se za ně přimluvila u svého tchána, císaře Viléma, který by jim mohl dovolit odejít. Císař Vilém ale jejich prosby odmítl a místo odjezdu jim nabídl několik venkovských sídel pro přečkání války v Německu. Následně Felix apeloval na španělského velvyslance, díky čemuž se mu podařilo dosáhnout návratu do Ruska přes neutrální Dánsko a Finsko.
Zatímco většina mužských členů carské rodiny se aktivně zapojila do války, Felix dělal vše proto, aby se nasazení vyhnul. Olga Nikolajevna Romanovová, nejstarší dcera cara Mikuláše II., se v dopise adresovaném otci rozhořčovala nad Felixovým chováním s tím, že nechápe, jak může být v dané situaci tak nečinný.
Necelý rok po svatbě, 21. března 1915, se páru narodil jediný potomek, dcera Irina. Křestní jméno dostala po své matce.

## Vražda Rasputina

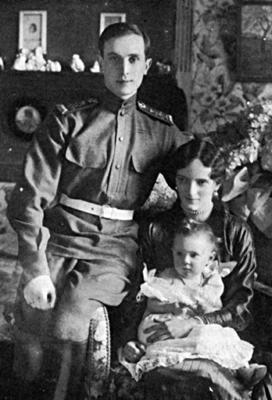
Irina s manželem a dcerou

Roku 1916 se po Petrohradě šířily fámy a negativní zvěsti o Rasputinovi, které se dostaly i k manželům Jusupovovým. Felix, oprávněně přesvědčený o tom, že Rasputin ničí zemi, se spojil s Dmitrijem Pavlovičem a Vladimirem Mitrofanovičem Puriškevičem, a dali si za cíl nenáviděného muže zlikvidovat. Felix si údajně Rasputina najal a docházel k němu s prosbou o to, aby ho „vyléčil“ z homosexuality a on si tak spokojeně mohl užívat manželství s Irinou.
Na večer, kdy se měla plánovaná vražda odehrát, Felix pozval Rasputina do svého bytu, kde se měl setkat s Irinou. Ta ale byla v tu dobu na Krymu a ačkoliv o akci věděla, nesouhlasila s ní. Již krátce po zdařené vraždě se car dozvěděl o vinících a Felixe a Dmitrije poslal do vyhnanství: Jusupova na odlehlý statek v Bělogorodské oblasti, Dmitrije Pavloviče do oblasti Perského zálivu.
Celkem šestnáct členů carské rodiny se krátce na to rozhodlo sepsat pro cara dopis, ve kterém navrhovali znovu zvážit Dmitrijovo vyhnanství, především pak kvůli jeho chatrnému zdraví. Car na to však nevzal ohled a rozsudek ponechal v platnosti. Právě to, že byl Dmitrij vyhoštěn, ho ale zachránilo před dopady bolševické revoluce – na rozdíl od většiny členů carské rodiny, kteří byli zabiti.
Irina původně odjela s manželem, ten jí ale navrhl návrat do Petrohradu za matkou, a tak neváhala.

## Exil
Krátce po abdikaci Mikuláše II., která se uskutečnila 15. března 1917, se Felix připojil k manželce a před plánovaným odchodem ze země si s sebou ještě odvezli dva obrazy od Rembrandta, cenné šperky a peníze. Tříčlenná rodina se dostala na Krym, kde se nalodila na válečnou loď. Dále pokračovali do Itálie a později do Francie, přičemž při cestě přes Itálii, kde neměli vízum, jim pomohl svatební dar od Mikuláše II., diamanty totiž lehce podplatili úředníky. Po krátkém pobytu ve Francii odešla rodina do Londýna.
Roku 1920 se vrátili do Francie a koupili dům v Boulogne-Billancourt, kde prožili většinu života. Založili módní obchod Irfé (podle prvních dvou písmen křestních jmen obou manželů) a Felix se mezi ruskými emigranty proslavil svou finanční štědrostí. Takové rozhazování peněz ale nakonec vedlo k tomu, že z rodového majetku nezbylo skoro nic. Roku 1967 Irinin manžel zemřel a ona ho o tři roky později, 26. února 1970, následovala.

## Vývod z předků
|                               |                              |  |                  |                                                               |  |  |  |  |  |  |  | Pavel I. Ruský |
|                               |                              |  |                  |                                                               |  |  |  |  |  |  |  |                |
|                               | Mikuláš I. Pavlovič          |  |                  |                                                               |  |  |  |  |  |  |  |                |
|                               |                              |  |                  |                                                               |  |  |  |  |  |  |  |                |
|                               |                              |  |                  | Žofie Dorotea Württemberská                                   |  |  |  |  |  |  |  |                |
|                               |                              |  |                  |                                                               |  |  |  |  |  |  |  |                |
|                               | Michail Nikolajevič Ruský    |  |                  |                                                               |  |  |  |  |  |  |  |                |
|                               |                              |  |                  |                                                               |  |  |  |  |  |  |  |                |
|                               |                              |  |                  | Fridrich Vilém III. Pruský                                    |  |  |  |  |  |  |  |                |
|                               |                              |  |                  |                                                               |  |  |  |  |  |  |  |                |
|                               | Šarlota Pruská               |  |                  |                                                               |  |  |  |  |  |  |  |                |
|                               |                              |  |                  |                                                               |  |  |  |  |  |  |  |                |
|                               |                              |  |                  | Luisa Meklenbursko-Střelická                                  |  |  |  |  |  |  |  |                |
|                               |                              |  |                  |                                                               |  |  |  |  |  |  |  |                |
|                               | Alexandr Michajlovič Romanov |  |                  |                                                               |  |  |  |  |  |  |  |                |
|                               |                              |  |                  |                                                               |  |  |  |  |  |  |  |                |
|                               |                              |  |                  | Karel Fridrich Bádenský                                       |  |  |  |  |  |  |  |                |
|                               |                              |  |                  |                                                               |  |  |  |  |  |  |  |                |
|                               | Leopold I. Bádenský          |  |                  |                                                               |  |  |  |  |  |  |  |                |
|                               |                              |  |                  |                                                               |  |  |  |  |  |  |  |                |
|                               |                              |  |                  | Luisa Karolina von Hochberg                                   |  |  |  |  |  |  |  |                |
|                               |                              |  |                  |                                                               |  |  |  |  |  |  |  |                |
|                               | Cecilie Bádenská             |  |                  |                                                               |  |  |  |  |  |  |  |                |
|                               |                              |  |                  |                                                               |  |  |  |  |  |  |  |                |
|                               |                              |  |                  | Gustav IV. Adolf                                              |  |  |  |  |  |  |  |                |
|                               |                              |  |                  |                                                               |  |  |  |  |  |  |  |                |
|                               | Žofie Vilemína Švédská       |  |                  |                                                               |  |  |  |  |  |  |  |                |
|                               |                              |  |                  |                                                               |  |  |  |  |  |  |  |                |
|                               |                              |  |                  | Frederika Dorotea Bádenská                                    |  |  |  |  |  |  |  |                |
|                               |                              |  |                  |                                                               |  |  |  |  |  |  |  |                |
| Irina Alexandrovna Romanovová |                              |  |                  |                                                               |  |  |  |  |  |  |  |                |
|                               |                              |  |                  |                                                               |  |  |  |  |  |  |  |                |
|                               |                              |  | Mikuláš I. Ruský |                                                               |  |  |  |  |  |  |  |                |
|                               |                              |  |                  |                                                               |  |  |  |  |  |  |  |                |
|                               | Alexandr II. Nikolajevič     |  |                  |                                                               |  |  |  |  |  |  |  |                |
|                               |                              |  |                  |                                                               |  |  |  |  |  |  |  |                |
|                               |                              |  |                  | Šarlota Pruská                                                |  |  |  |  |  |  |  |                |
|                               |                              |  |                  |                                                               |  |  |  |  |  |  |  |                |
|                               | Alexandr III. Alexandrovič   |  |                  |                                                               |  |  |  |  |  |  |  |                |
|                               |                              |  |                  |                                                               |  |  |  |  |  |  |  |                |
|                               |                              |  |                  | August Ludwig von Senarclens-Grancy                           |  |  |  |  |  |  |  |                |
|                               |                              |  |                  |                                                               |  |  |  |  |  |  |  |                |
|                               | Marie Alexandrovna           |  |                  |                                                               |  |  |  |  |  |  |  |                |
|                               |                              |  |                  |                                                               |  |  |  |  |  |  |  |                |
|                               |                              |  |                  | Vilemína Luisa Bádenská                                       |  |  |  |  |  |  |  |                |
|                               |                              |  |                  |                                                               |  |  |  |  |  |  |  |                |
|                               | Xenie Alexandrovna           |  |                  |                                                               |  |  |  |  |  |  |  |                |
|                               |                              |  |                  |                                                               |  |  |  |  |  |  |  |                |
|                               |                              |  |                  | Fridrich Vilém Šlesvicko-Holštýnsko-Sonderbursko-Glücksburský |  |  |  |  |  |  |  |                |
|                               |                              |  |                  |                                                               |  |  |  |  |  |  |  |                |
|                               | Kristián IX.                 |  |                  |                                                               |  |  |  |  |  |  |  |                |
|                               |                              |  |                  |                                                               |  |  |  |  |  |  |  |                |
|                               |                              |  |                  | Luisa Karolína Hesensko-Kasselská                             |  |  |  |  |  |  |  |                |
|                               |                              |  |                  |                                                               |  |  |  |  |  |  |  |                |
|                               | Marie Sofie Dánská           |  |                  |                                                               |  |  |  |  |  |  |  |                |
|                               |                              |  |                  |                                                               |  |  |  |  |  |  |  |                |
|                               |                              |  |                  | Vilém Hesensko-Kasselský                                      |  |  |  |  |  |  |  |                |
|                               |                              |  |                  |                                                               |  |  |  |  |  |  |  |                |
|                               | Luisa Hesensko-Kasselská     |  |                  |                                                               |  |  |  |  |  |  |  |                |
|                               |                              |  |                  |                                                               |  |  |  |  |  |  |  |                |
|                               |                              |  |                  | Luisa Šarlota Dánská                                          |  |  |  |  |  |  |  |                |
|                               |                              |  |                  |                                                               |  |  |  |  |  |  |  |                |